# 구덕운동장
구덕운동장(九德運動場, Gudeok Stadium)은 대한민국 부산광역시에 있는 스포츠 시설이다. 천연잔디 필드와 우레탄 트랙이 갖춰진 경기장이며, 1928년 9월에 준공되었다.
주경기장은 한지형 잔디 7,810m2와 트랙 7,368m2로 구성되어 있으며 좌석수는 12,349석이다. 본부석에만 지붕이 있는 대다수의 종합경기장과 비슷한 형태를 띠고 있으며, 현재 부산 아이파크와 부산교통공사 축구단이 홈구장으로 사용하고 있다. 바로 옆에 구덕야구장과 구덕실내체육관이 존재하였으나 철거되었다.
1920년 9월 조그만 동물원을 곁에 둔 넓은 빈터를 마을 체육대회 장소로 사용하다가 1928년 9월에 부산공설운동장으로 건립되었다. 1973년 8월에 현재와 같은 모습을 갖추었으며 1982년 사직야구장이 건립되어 그해 6월에 구덕운동장으로 개칭되었다. 사직야구장이 건립되기 전까지 부산 유일의 시민종합운동장으로 국내외 널리 알려진 곳이다.

## 시설

### 주경기장
1988년 서울 올림픽 축구 예선 경기장으로 쓰였다. 1997년에는 제 2회 부산 동아시아대회의 주 경기장으로서 개막식, 육상, 폐회식 등이 이곳에서 치러졌다.
2002년 아시안 게임에서 대한민국 대 이란의 축구 준결승전이 이곳에서 치러졌다. 승부차기까지 가는 접전 끝에 대한민국이 이란에 석패하였다.
현재 부산 아이파크 FC의 홈 경기장으로 사용되고 있는데 1997년 동아시아 경기 대회를 위해 전면 보수공사에 들어가자 1996년 6월 29일 이후 창원 대구 동대문 속초 등에서 홈경기를 개최했으며 1999년 11월 말부터 시작된 잔디교체 공사가 늦어져 2000년 컵대회(대한화재컵) 홈경기를 창원(3경기) 진주에서 치렀고 정규리그 홈개막전과 두 번째 홈경기는 대구에서 개최했다.

### 기타
- 보조경기장 (육상, 축구)
- 체육관
- 씨름장

## 갤러리

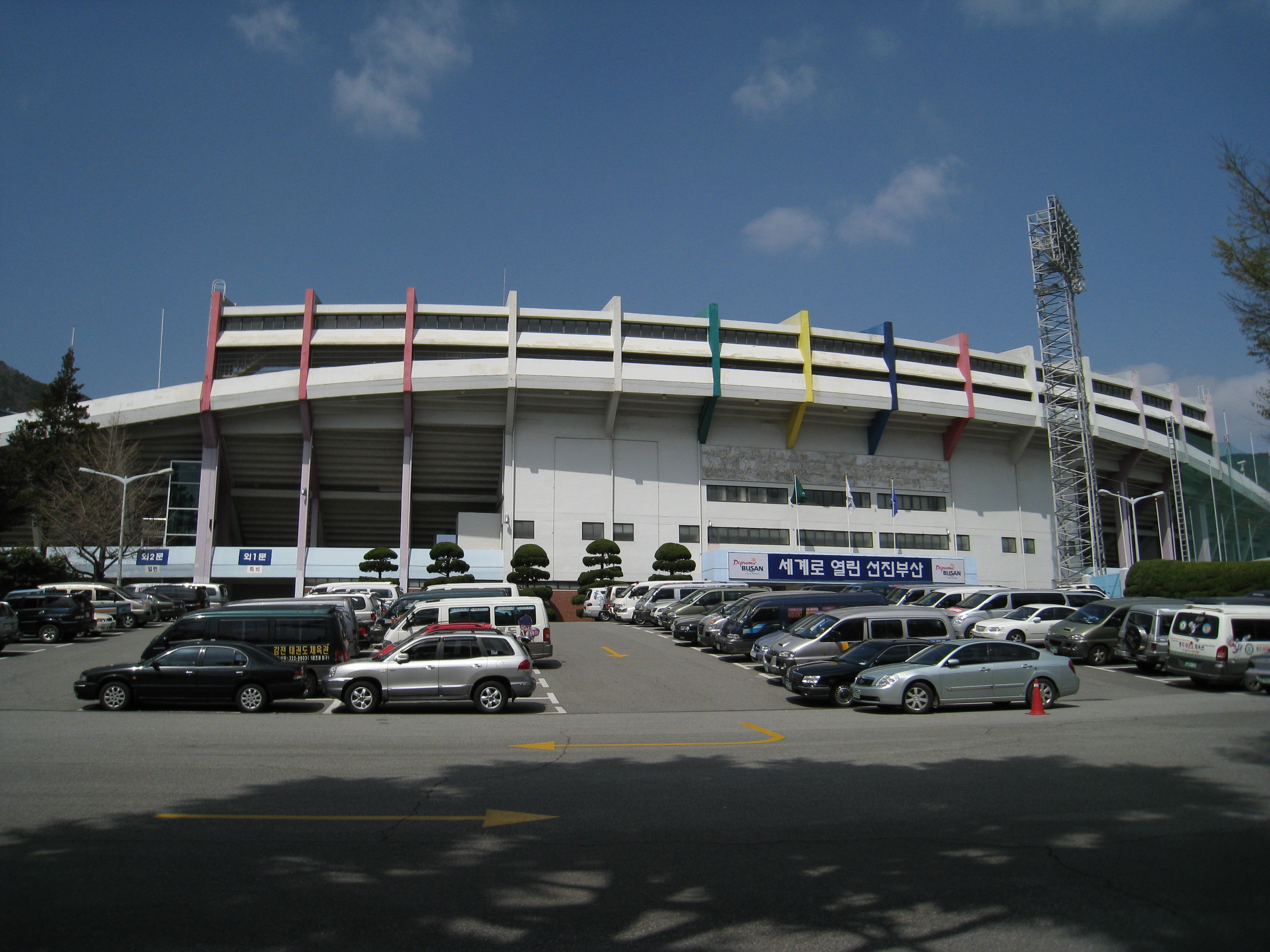
주 경기장 외관
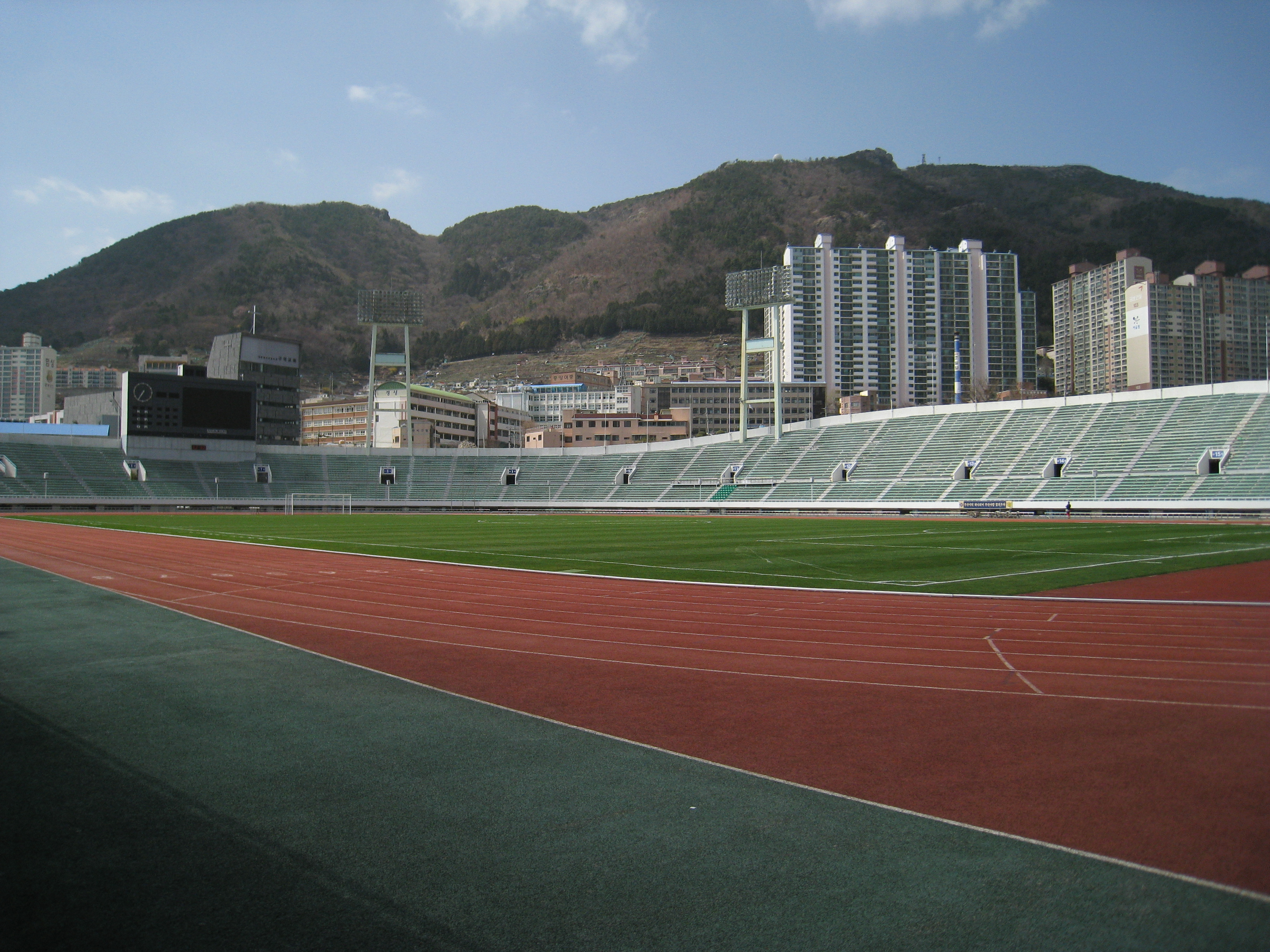
주 경기장 내부

## 관련 사건 및 사고
- 1959년 7월 17일 국제신보사가 주관한 "시민위안의 밤" 잔치에 공연 행사 도중 소나기를 피하다가, 좁은 출입구로 한꺼번에 몰려, 관중 시민 67명이 사망하였고, 150명 부상을 입었다.

## 기록

### 1978년 박대통령컵 쟁탈 국제축구대회
| 날짜            | 팀 1              | 스코어 | 팀 2                      | 라운드 |
| --------------- | ----------------- | ------ | ------------------------- | ------ |
| 1978년 9월 11일 | 워싱턴 디플로매츠 | 3 - 2  | 바레인                    | A조    |
| 1978년 9월 11일 | 대한민국 화랑     | 2 - 2  | 말레이시아                | A조    |
| 1978년 9월 13일 | 뉴질랜드          | 0 - 3  | FAR 라바트                | B조    |
| 1978년 9월 13일 | 파스 테헤란 FC    | 3 - 1  | 아인트라흐트 프랑크푸르트 | B조    |

### 1979년 대통령배 국제축구대회
| 날짜            | 팀 1          | 스코어 | 팀 2         | 라운드 |
| --------------- | ------------- | ------ | ------------ | ------ |
| 1979년 9월 13일 | 비토리아 FC   | 6 - 0  | 태국         | B조    |
| 1979년 9월 13일 | 대한민국 충무 | 4 - 0  | 말레이시아 B | B조    |

### 1980년 대통령배 국제축구대회
| 날짜            | 팀 1          | 스코어 | 팀 2          | 라운드 |
| --------------- | ------------- | ------ | ------------- | ------ |
| 1980년 8월 31일 | 태국          | 1 - 0  | 바레인        | 예선   |
| 1980년 8월 31일 | 말레이시아 B  | 1 - 1  | 인도네시아    | 예선   |
| 1980년 8월 31일 | 대한민국 화랑 | 3 - 0  | 대한민국 충무 | 예선   |

### 1981년 대통령배 국제축구대회
| 날짜            | 팀 1          | 스코어 | 팀 2             | 라운드 |
| --------------- | ------------- | ------ | ---------------- | ------ |
| 1981년 6월 20일 | 태국          | 3 - 1  | 인도네시아       | B조    |
| 1981년 6월 20일 | 리히텐슈타인  | 0 - 2  | 비토리아 FC      | B조    |
| 1981년 6월 20일 | 다누비오 FC   | 1 - 0  | 몰타             | B조    |
| 1981년 6월 21일 | 말레이시아    | 1 - 2  | 1. FC 자르브뤼켄 | A조    |
| 1981년 6월 21일 | LB 샤토루     | 3 - 4  | 라싱 코르도바    | A조    |
| 1981년 6월 21일 | 대한민국 화랑 | 2 - 0  | 일본             | A조    |

### 1982년 대통령배 국제축구대회
| 날짜            | 팀 1            | 스코어 | 팀 2               | 라운드 |
| --------------- | --------------- | ------ | ------------------ | ------ |
| 1982년 6월 9일  | 바레인          | 1 - 1  | 인도네시아 올스타  | A조    |
| 1982년 6월 9일  | 대한민국 화랑   | 1 - 0  | 인도               | A조    |
| 1982년 6월 10일 | 말레이시아      | 1 - 1  | 태국               | B조    |
| 1982년 6월 10일 | 할렐루야 축구단 | 4 - 0  | 바이어 04 레버쿠젠 | B조    |

### 1983년 대통령배 국제축구대회
| 날짜            | 팀 1               | 스코어 | 팀 2           | 라운드 |
| --------------- | ------------------ | ------ | -------------- | ------ |
| 1983년 6월 10일 | 인도네시아         | 1 - 2  | 나이지리아     | A조    |
| 1983년 6월 10일 | 제노아 CFC         | 3 - 2  | 태국           | A조    |
| 1983년 6월 10일 | 대한민국           | 2 - 0  | 미국           | A조    |
| 1983년 6월 11일 | 뉴질랜드           | 0 - 3  | PSV 에인트호번 | B조    |
| 1983년 6월 11일 | 유공 코끼리 축구단 | 0 - 0  | 수단           | B조    |

### 1984년 대통령배 국제축구대회
| 날짜           | 팀 1                | 스코어 | 팀 2          | 라운드 |
| -------------- | ------------------- | ------ | ------------- | ------ |
| 1984년 6월 3일 | 바이어 04 레버쿠젠  | 1 - 1  | 알리안사 리마 | A조    |
| 1984년 6월 3일 | 대한민국            | 2 - 0  | 과테말라      | A조    |
| 1984년 6월 4일 | 세르클러 브뤼허 KSV | 0 - 4  | 방구 AC       | B조    |
| 1984년 6월 4일 | 할렐루야 축구단     | 2 - 0  | 태국          | B조    |

### 1986년 아시안 게임 축구
| 날짜            | 팀 1           | 스코어      | 팀 2           | 라운드 |
| --------------- | -------------- | ----------- | -------------- | ------ |
| 1986년 9월 20일 | 대한민국       | 3 - 0       | 인도           | B조    |
| 1986년 9월 20일 | 중화인민공화국 | 5 - 1       | 바레인         | B조    |
| 1986년 9월 22일 | 중화인민공화국 | 2 - 1       | 인도           | B조    |
| 1986년 9월 24일 | 대한민국       | 0 - 0       | 바레인         | B조    |
| 1986년 9월 26일 | 바레인         | 3 - 0       | 인도           | B조    |
| 1986년 9월 28일 | 대한민국       | 4 - 2       | 중화인민공화국 | B조    |
| 1986년 10월 1일 | 대한민국       | 1(5) - 1(4) | 이란           | 8강    |
| 1986년 10월 1일 | 쿠웨이트       | 1(5) - 1(4) | 중화인민공화국 | 8강    |

### 1987년 대통령배 국제축구대회
| 날짜            | 팀 1                | 스코어 | 팀 2         | 라운드 |
| --------------- | ------------------- | ------ | ------------ | ------ |
| 1987년 6월 12일 | 이집트              | 1 - 1  | 태국         | A조    |
| 1987년 6월 12일 | 데포르티보 에스파뇰 | 1 - 1  | 헝가리       | A조    |
| 1987년 6월 12일 | 미국                | 0 - 1  | 대한민국 A팀 | A조    |

### 1988년 대통령배 국제축구대회
| 날짜            | 팀 1                | 스코어 | 팀 2               | 라운드 |
| --------------- | ------------------- | ------ | ------------------ | ------ |
| 1988년 6월 20일 | 체코슬로바키아      | 1 - 1  | 스포르팅 크리스탈  | B조    |
| 1988년 6월 20일 | 튀르키예            | 1 - 1  | FK 벨레주 모스타르 | B조    |
| 1988년 6월 24일 | 소련 B팀            | 2 - 0  | 헝가리             | 8강    |
| 1988년 6월 24일 | 이와냐누 나티오날레 | 2 - 1  | 이라크             | 8강    |

### 1988년 하계 올림픽 축구
| 날짜            | 팀 1           | 스코어 | 팀 2           | 라운드 |
| --------------- | -------------- | ------ | -------------- | ------ |
| 1988년 9월 17일 | 중화인민공화국 | 0 - 3  | 서독           | A조    |
| 1988년 9월 18일 | 대한민국       | 0 - 0  | 소련           | C조    |
| 1988년 9월 19일 | 튀니지         | 1 - 4  | 서독           | A조    |
| 1988년 9월 20일 | 대한민국       | 0 - 0  | 미국           | C조    |
| 1988년 9월 21일 | 튀니지         | 0 - 0  | 중화인민공화국 | A조    |
| 1988년 9월 22일 | 대한민국       | 1 - 2  | 아르헨티나     | C조    |
| 1988년 9월 25일 | 소련           | 3 - 0  | 오스트레일리아 | 8강    |
| 1988년 9월 27일 | 이탈리아       | 2 - 3  | 소련           | 4강    |

### 1989년 대통령배 국제축구대회
| 날짜            | 팀 1           | 스코어 | 팀 2      | 라운드   |
| --------------- | -------------- | ------ | --------- | -------- |
| 1989년 6월 24일 | 대한민국 청룡  | 0 - 2  | 브뢴뷔 IF | 결승리그 |
| 1989년 6월 24일 | 체코슬로바키아 | 5 - 2  | SL 벤피카 | 결승리그 |

### 1993년 대통령배 국제축구대회
| 날짜            | 팀 1     | 스코어 | 팀 2          | 라운드 |
| --------------- | -------- | ------ | ------------- | ------ |
| 1993년 6월 26일 | 대한민국 | 1 - 0  | 체코 선발     | 준결승 |
| 1993년 6월 26일 | 이집트   | 3 - 2  | 루마니아 선발 | 준결승 |

### 1995년 코리아컵 국제축구대회
| 날짜           | 팀 1          | 스코어 | 팀 2     | 라운드 |
| -------------- | ------------- | ------ | -------- | ------ |
| 1995년 6월 6일 | 트렐레보리 FF | 1 - 1  | 에콰도르 | B조    |
| 1995년 6월 6일 | KV 메헬렌     | 0 - 0  | 잠비아   | B조    |

### 2002년 아시안 게임 축구
| 날짜             | 팀 1           | 스코어      | 팀 2                   | 라운드 |
| ---------------- | -------------- | ----------- | ---------------------- | ------ |
| 2002년 9월 27일  | 대한민국       | 4 - 0       | 몰디브                 | A조    |
| 2002년 9월 27일  | 투르크메니스탄 | 0 - 4       | 중화인민공화국         | C조    |
| 2002년 9월 28일  | 아프가니스탄   | 0 - 10      | 이란                   | E조    |
| 2002년 9월 28일  | 쿠웨이트       | 6 - 0       | 파키스탄               | F조    |
| 2002년 9월 30일  | 몰디브         | 1 - 3       | 말레이시아             | A조    |
| 2002년 9월 30일  | 예멘           | 1 - 2       | 아랍에미리트           | B조    |
| 2002년 10월 3일  | 태국           | 3 - 1       | 아랍에미리트           | B조    |
| 2002년 10월 3일  | 방글라데시     | 1 - 3       | 투르크메니스탄         | C조    |
| 2002년 10월 8일  | 태국           | 1 - 0       | 조선민주주의인민공화국 | 8강    |
| 2002년 10월 10일 | 이란           | 0(5) - 0(3) | 대한민국               | 준결승 |

### 2019년 EAFF E-1 풋볼 챔피언십 남자 결승대회
| 날짜             | 팀 1           | 스코어 | 팀 2 | 라운드 |
| ---------------- | -------------- | ------ | ---- | ------ |
| 2019년 12월 10일 | 중화인민공화국 | 1 - 2  | 일본 |        |
| 2019년 12월 14일 | 일본           | 5 - 0  | 홍콩 |        |

### 2019년 EAFF E-1 풋볼 챔피언십 여자 결승대회
| 날짜             | 팀 1           | 스코어 | 팀 2           | 라운드 |
| ---------------- | -------------- | ------ | -------------- | ------ |
| 2019년 12월 10일 | 대한민국       | 0 - 0  | 중화인민공화국 | 1차전  |
| 2019년 12월 14일 | 중화인민공화국 | 0 - 3  | 일본           | 2차전  |
| 2019년 12월 17일 | 중화 타이베이  | 0 - 1  | 중화인민공화국 | 3차전  |
| 2019년 12월 17일 | 대한민국       | 0 - 1  | 일본           | 3차전  |

## 참고 문헌
- 〈구덕운동장〉. 《한국향토문화전자대전》. 한국학중앙연구원. 2021년 7월 11일에 원본 문서에서 보존된 문서. 2019년 8월 11일에 확인함.
- 〈부산구덕운동장〉. 《한국민족문화대백과사전》. 한국학중앙연구원.
- 이태신 (2000년 2월 25일). 〈부산구덕경기장〉. 《체육학대사전》. 민중서관.
- “구덕운동장 소개”. 부산광역시체육시설관리사업소.
- 《전국 공공체육 시설 현황 (2017년말 기준)》. 대한민국 문화체육관광부. 2019.
- 《2019년 전국 공공체육시설 현황 (2018년말 기준)》. 대한민국 문화체육관광부. 2020.
- 《2020년 전국 공공체육시설 현황 (2019년말 기준)》. 대한민국 문화체육관광부. 2021.
- 《2022년 전국 공공체육시설 현황 (2021년말 기준)》. 대한민국 문화체육관광부. 2023.
- 《2023 전국 공공체육시설 현황 (2022년 12월말 기준)》. 대한민국 문화체육관광부. 2024.
- 안희조 (2005년 11월 17일). “K-리그 꿈의 구장 제2탄 구덕운동장①”. 한국프로축구연맹.
- 안희조 (2005년 12월 1일). “K-리그 꿈의 구장 제2탄 구덕운동장②”. 한국프로축구연맹.

## 같이 보기
- 구덕야구장